# Malkangiri
Malkangiri es una ciudad y comité de área notificada situada en el distrito de Malkangiri en el estado de Odisha (India). Su población es de 31007 habitantes (2011). Se encuentra a 111 km de Koraput . Es el centro administrativo del distrito.

## Demografía
Según el censo de 2011 la población de Malkangiri era de 31007 habitantes, de los cuales 16358 eran hombres y 14649 eran mujeres. Malkangiri tiene una tasa media de alfabetización del 76,47%, superior a la media estatal del 72,87%: la alfabetización masculina es del 86,49%, y la alfabetización femenina del 67,21%.